# Waclaw de Szamotuly
Waclaw de Szamotuly (en polonais Wacław z Szamotuł), Wacław Szamotulski ou en latin Vencelaus Samotulinus, né vers 1520, mort en 1560, est un compositeur polonais de la Renaissance né à Szamotuły. À Poznań puis à l'université Jagellonne de Cracovie, il étudie des matières aussi diverses que le droit, les mathématiques et la philosophie.
Il écrit également de la poésie en polonais et en latin. 
Vers 1547-1548, il est introduit à la cour du roi Sigismond II de Pologne en tant que compositeur. Il n'enseigne pas à de jeunes chanteurs, probablement à cause de problèmes de voix. 
Il meurt jeune, et peu de ses œuvres lui survivent. Selon Szymon Starowolski, auteur de la toute première biographie abrégée de Wacław, « si les dieux l'avaient laissé vivre plus longtemps, les Polonais n'auraient pas eu à envier aux Italiens leurs Palestrina, Lappi et Vedana». Ses motets In te Domine speravi et Ego sum pastor bonus sont les premières compositions musicales polonaises à être publiées hors des frontières du pays.

## Quelques œuvres nous étant parvenues
- Alleluja, Chwalcie Pana Alleluia (Laudate Dominum omnes gentes)
- In te, Domine, speravi (publié à Nuremberg, 1554)
- Nakłoń, Panie, ku mnie ucho Twoje
- Ego sum pastor bonus (publié à Nuremberg, 1564)
- Kryste dniu naszej światłości - Lenten Compline Hymn (ca. 800 A.D.)
- Błogosławiony człowiek (Beatus vir, qui non abiit...)
- Nunc scio vere
- Modlitwa, gdy dziatki spać idą ou Już się zmierzka (c'est déjà le crépuscule)
- Pieśń o narodzeniu Pańskim ou Pochwalmyż wszytcy społem
- Powszechna spowiedź